# Ndesha
Ndesha, amtlich Commune de Ndesha, ist eine von fünf Gemeinden der Stadt Kananga (früher Luluaburg), der Hauptstadt der Provinz Kasaï-Central (früher Provinz Westkasai) in der Demokratischen Republik Kongo.

## Allgemeines
Die Gemeinde liegt etwa 10 km nördlich des Zentrums von Kananga, die Höhenlage beträgt 612 Meter. Nach Gemeinderecht verfügt sie durch einen Stadtrat und einen Bürgermeister über Legislative und Exekutive, jedoch nicht über eine Judikative. Bourgmestre ist Simon Luboya wa Luboya von der ARC (Alliance pour le Renouveau du Congo) (Stand 2017).
Verkehrssprachen sind Französisch und das Tschiluba. Nach der Gründung von Luluaburg (auch Luluabourg) als Versorgungs- und Geschäftsstation durch Hermann von Wissmann gehörte das Gebiet von Ndesha zum Kongo-Freistaat, danach zu Belgisch-Kongo. Von Luluaburg wurden in das nördliche Gebiet auch kleinere Exkursionen unternommen, die dort lebenden Stämme wurden unter der Bezeichnung Lulua zusammengefasst und bilden mit den Luba den hauptsächlichen Bevölkerungsanteil. Bereits 1897 wurde in Ndesha eine presbyterianische Missionsschule, die École Evangélique, gegründet. Bevölkerungszahlen oder die ethnische Zusammensetzung können nicht angegeben werden, die letzte offizielle Volkszählung für die Demokratische Republik Kongo datiert von 1982. Auch für Kananga gesamt werden heute nur Schätzungen angegeben.

## Infrastruktur
Ndesha liegt an der Route National N41 und an der Eisenbahnlinie Lubumbashi–Ilebo. Der nächstgelegene Flughafen ist der Kananga Airport, etwa 30 km südwestlich.
Die Université Presbytérienne Sheppard et Lapsley du Congo (UPRECO) unterhält in Ndesha einen Campus zur Ausbildung in Theologie und Rechtswissenschaften.

## Klima

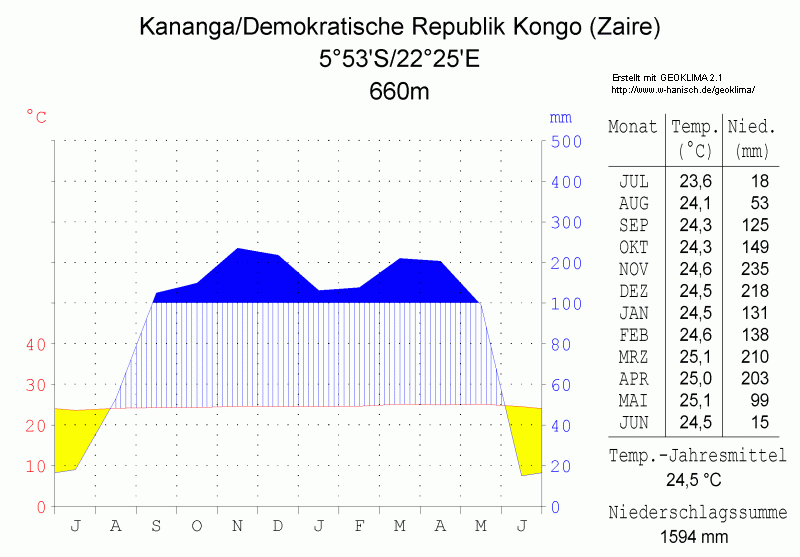
Klimadiagramm